# Pseudopoda spirembolus
Pseudopoda spirembolus är en spindelart som beskrevs av Jäger och Ono 2002. Pseudopoda spirembolus ingår i släktet Pseudopoda och familjen jättekrabbspindlar. Inga underarter finns listade i Catalogue of Life.